# Chiese di Crema

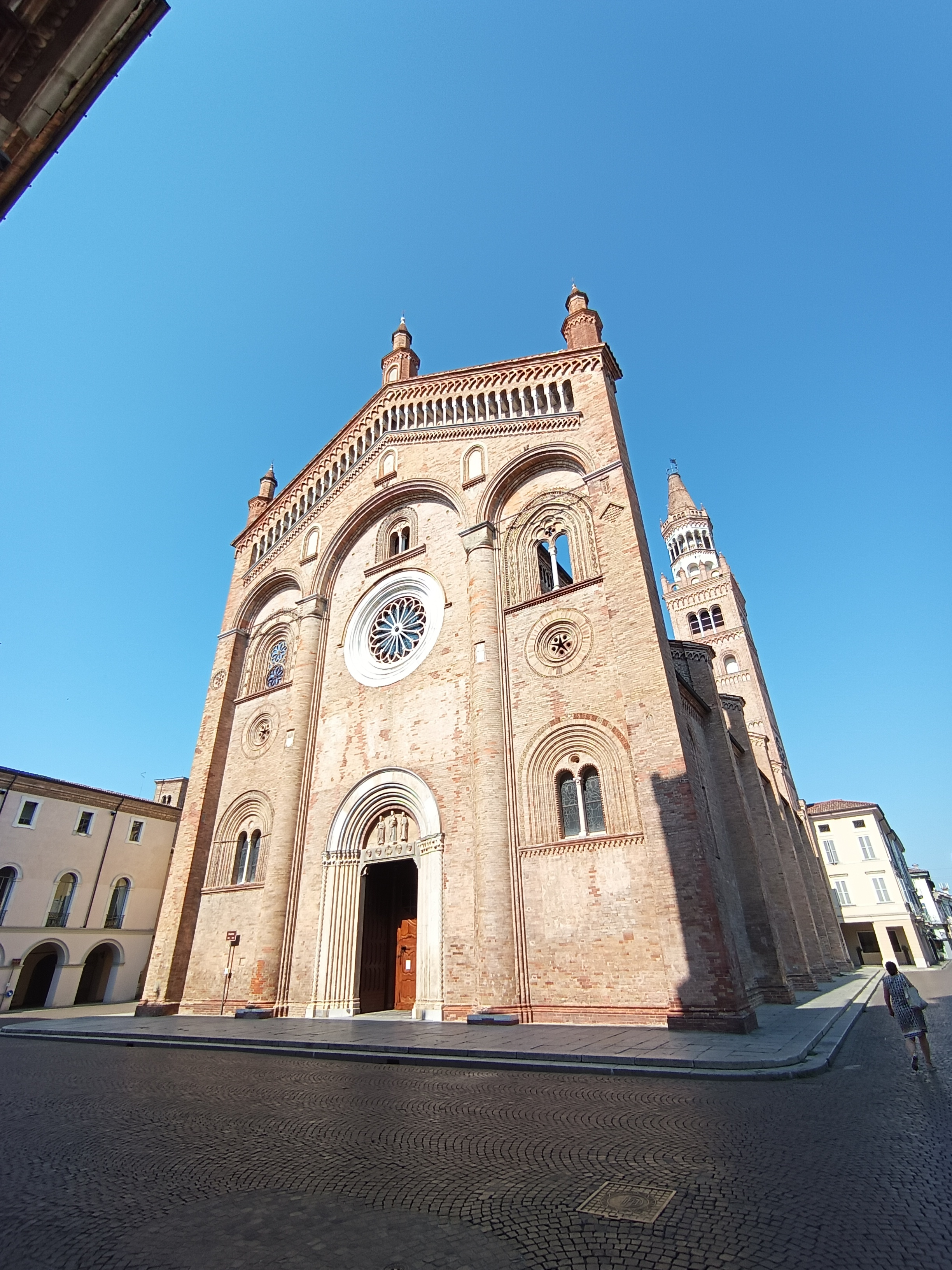
Cattedrale di Santa Maria Assunta.

La chiesa più antica di Crema è la cattedrale di Santa Maria Assunta (XIII e XIV secolo), sotto la cui cripta sono celati i resti di una chiesa più antica.
Anche le chiese parrocchiali di San Pietro apostolo e San Benedetto, per quanto ampiamente ricostruite, conservano brani di origine medievale.
Dopo la ricostruzione della città a seguito dell'assedio di Crema da parte di Federico Barbarossa si insediarono gli ordini mendicanti che gradualmente costruirono i loro monasteri, cui si affiancano le case degli Umiliati e, nei secoli successivi, le congregazioni e gli ospedali, tutti con i loro luoghi di culto.
L'abolizione degli ordini religiosi da parte della dominazione napoleonica comportò un sostanziale abbandono fino alla demolizione di gran parte delle numerose chiese del centro storico.
Si riporta la lista delle chiese di Crema divise per stato, secolo e in ordine alfabetico per dedicazione.

## Chiese consacrate

### XIII secolo
- Duomo di Crema, Piazza Duomo (già Piazza Grande);

### XIV secolo
- Duomo di Crema, Piazza Duomo (già Piazza Grande). Prosieguo e completamento.

### XV secolo

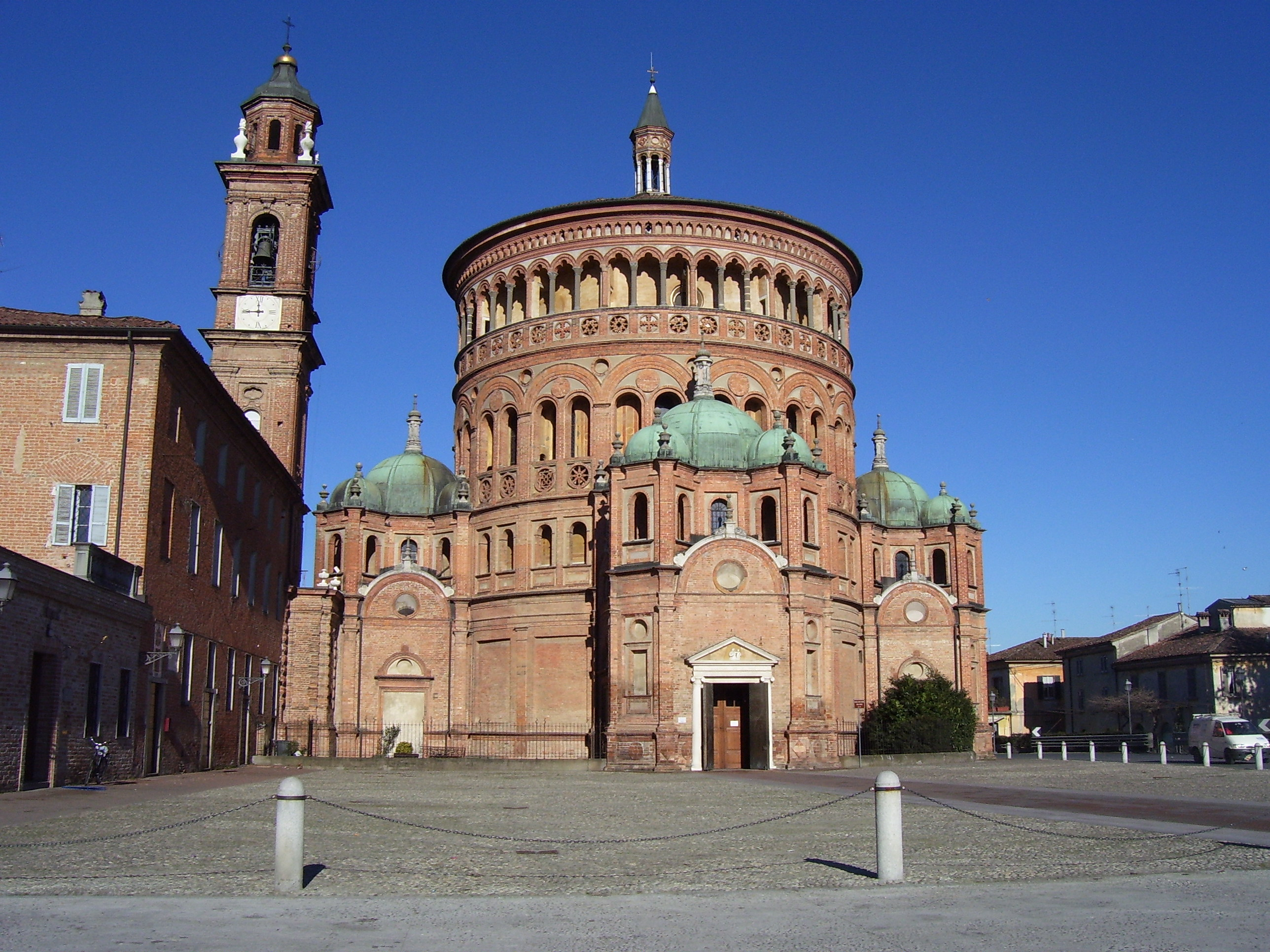
La basilica di Santa MAria della Croce.

- Chiesa parrocchiale di San Pietro apostolo, Via Borgo San Pietro (già Contrada Grande). Allungata nel XIX secolo e dotata di nuova facciata nel XX secolo);
- Chiesa parrocchiale della Beata Vergine Maria, Via Mosi (già Strada comunale dei Mosi). Ampliata nell'area presbiterale nel XVIII secolo;
- Basilica di Santa Maria della Croce, Via Giovanni Battagio (già Strada comunale della Chiesa);

### XVI secolo

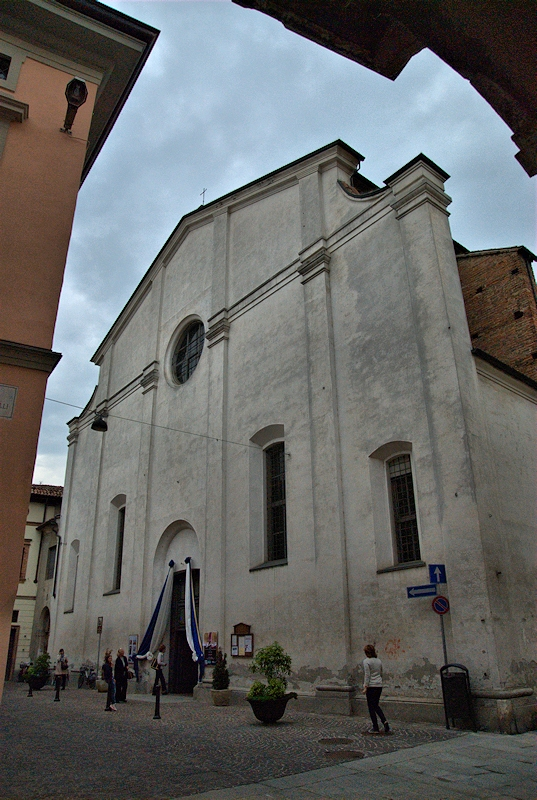
La chiesa di San Bernardino degli Osservati.

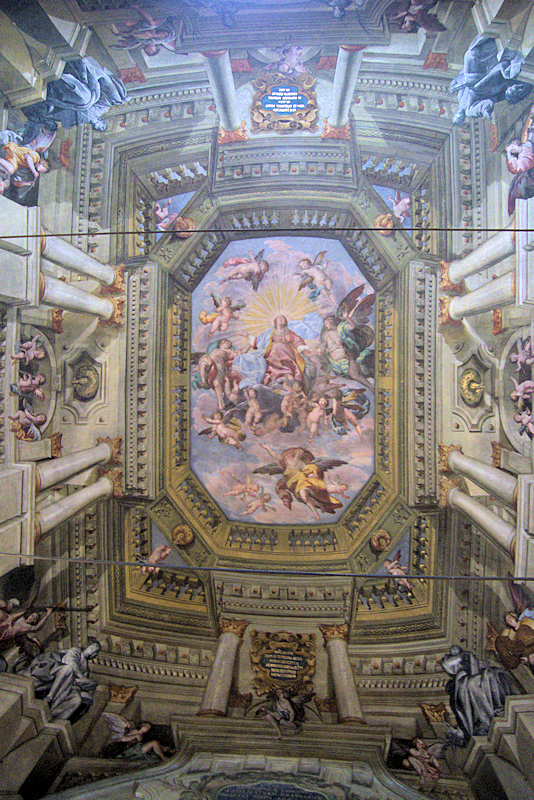
L'Assunzione di Gian Giacomo Barbelli nella chies di Santa Maria delle Grazie.

- Chiesa di San Bernardino degli Osservanti, via Cesare Battisti (già Contrada San Bernardino);
- Chiesa di Santa Chiara, Via Santa Chiara (già Contrada di Santa Chiara). In gran parte rinnovata nel XVIII secolo;
- Chiesa parrocchiale di San Giacomo maggiore, piazza Caduti sul Lavoro (già Piazol di San Giacomo). Parzialmente rifatta nel XVIII secolo;
- Chiesa di San Giovanni della Carità, via Giacomo Matteotti (già Contrada di Porta Ripalta);
- Santuario di Santa Maria del Pilastrello, viale Europa (nell'Ottocento Strada Regia Lodi-Crema);

### XVII secolo
- Chiesa della Santissima Annunziata, Via suor Maria Crocifissa di Rosa (già Canton di Santa Marta);
- Chiesa parrocchiale di San Bernardino da Siena, Via XI Febbraio (nell'Ottocento Strada comunale detta delle Albere). Allungata verso la facciata nel XVIII secolo, ampliata nell'area presbiterale nel XIX secolo, dotata di nuovo campanile nel XX secolo;
- Santuario di Santa Maria delle Grazie, via delle Grazie (in antico prospiciente la Strada del Terraglio o Strada dei Bastioni);

### XVIII secolo
- Chiesa di Sant'Antonio abate, via XX Settembre (già Contrada di Porta Ombriano). Conserva brani della precedente chiesa;
- Oratorio di San Bartolomeo, Via Cremona (già Strada comunale di Madignano);
- Oratorio del Santissimo Crocifisso al Quartierone, via Quartierone. Ampliato nel XIX secolo;
- Chiesa parrocchiale di Santa Maria Assunta, via della Chiesa (nell'Ottocento Strada comunale della Chiesa di Ombriano);
- Oratorio di Santa Maria della Pietà, via Brescia (nell'Ottocento Strada Regia Crema-Brescia);
- Chiesa parrocchiale di San Rocco confessore, via Guido Albergoni (nell'Ottocento Strada comunale della Chiesa di Vergonzana)
- Chiesa parrocchiale della Santissima Trinità, via XX Settembre (già Contrada di Porta Ombriano);

### XIX secolo
- Santa Maria Stella, via Civerchi (già Contrada dei Civerchi);

### XX secolo
- Sant'Angela Merici, via Bramante;

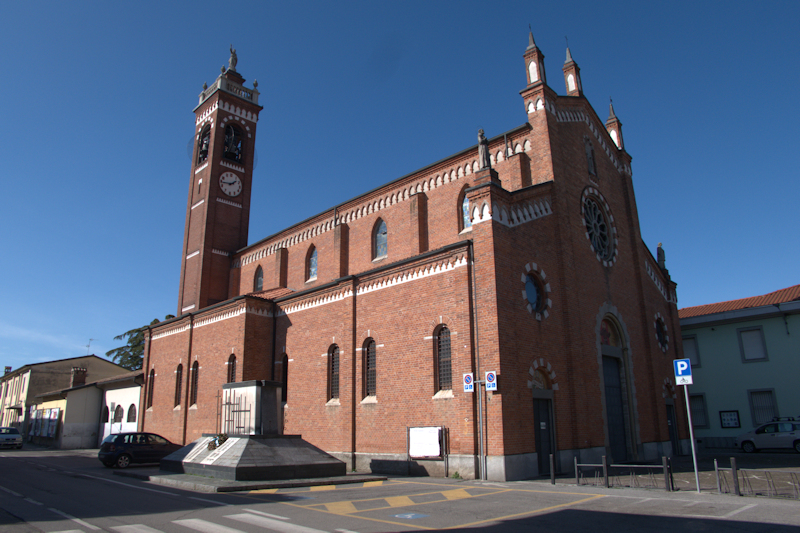
La chiesa dei Santi Francesco d’Assisi e Lorenzo Martire mel quartiere Sabbioni.

- San Carlo Borromeo, piazza monsignor Carlo Manziana;
- San Francesco d'Assisi e San Lorenzo martire, via Cappuccini;
- Sacro cuore di Gesù, piazza Fulcheria;
- Immacolata Concezione, via Crocicchio;
- Cuore immacolato di Maria, via Zambellini;
- Beata Vergine Maria e san Giuseppe Lavoratore, via Gorizia;
- Santissimo Salvatore presso l'ospedale maggiore, largo Ugo Dossena;

## Chiese sconsacrate

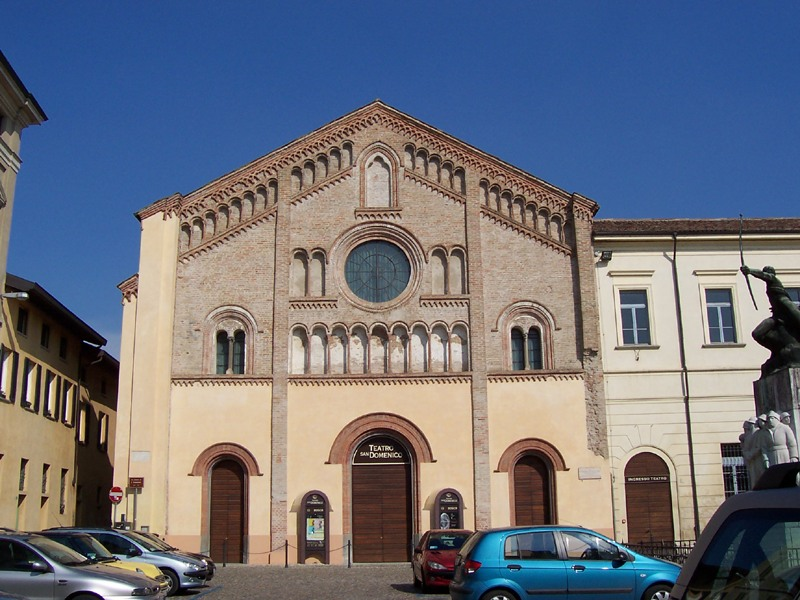
L'ex chiesa di San Domenico, ora teatro.

### XV secolo
- San Domenico, piazza Trento e Trieste (già Piazol di San Domenico o Piazza del Pesce);

### XVI secolo

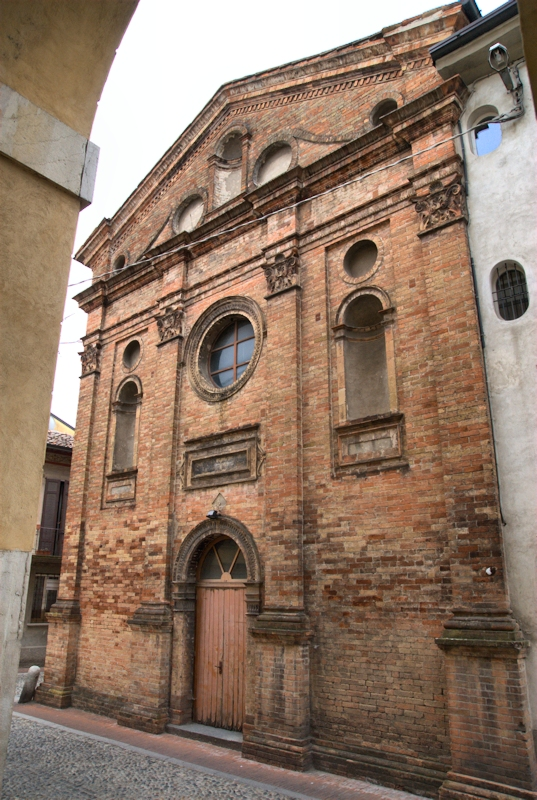
L'ex chiesa di Santo Spirito e Santa Maddalena.

- San Rocco, piazza Guglielmo Marconi (tra la Contrada di Santa Caterina e la Contrada di San Rocco). Parzialmente demolita;
- Santo Spirito e Santa Maddalena, piazza Trento e Trieste  (già Piazol di San Domenico o Piazza del Pesce);

### XVIII secolo
- Chiesa dei Disciplini di Santa Maria di Porta Ripalta, via Giacomo Matteotti (già Contrada di Porta Ripalta).

## Chiese scomparse

### Epoca non definita
- Chiesa di Santa Maria dei Miracoli, verso la palude del Moso (tracce della sua esistenza nel 1583);
- Chiesa di Santa Maria Elisabetta, in Borgo San Pietro (menzionata nel XVI secolo);

### XI secolo
- Chiesa di San Pietro, presso l'attuale viale Europa (demolita nel XVI secolo);

### XII secolo
- Chiesa di San Marino, piazza Aldo Moro (tra la Contrada dei Porzi e la Contrada di San Marino). Demolita nel XIX secolo;

### XIII secolo
- Chiesa di San Bartolomeo apostolo, area esterna alle mura tra Porta Serio e Porta Ripalta. Ultime notizie nel 1599;
- Chiesa di San Martino, Via San Bernardo. Sostituita dalla chiesa San Bernardo nel XVI secolo;
- Chiesa del Santo Sepolcro, area esterna a Porta Ombriano. Demolita nel XVI secolo;

### XIV secolo

La chiesa di San Francesco.

- Chiesa di San Francesco, piazza Angelo Madeo (già Contrada di San Michele). Demolita nel XIX secolo;
- Chiesa dei Santi Giacomo e Filippo, via delle Grazie. Sostituita dal santuario di Santa Maria delle Grazie nel XVII secolo;
- Chiesa dei Disciplini di Santa Maria Elisabetta, via Giuseppe Mazzini (già Contrada di Porta Serio);

### XV secolo
- San Giovanni, via Brescia/Via Enrico Martini (demolita nel XIX secolo);
- San Giorgio o Santa Monica, Via Piccinardi (già Contrada di Santa Monica) (demolita nel XIX secolo);
- San Lorenzo, verso viale Europa. Demolita nel XVI secolo;
- Santa Maria Mater Domini, via Giuseppe Verdi (già Strada dietro l'Acqua). Demolita nel XIX secolo;

### XVI secolo
- San Bartolomeo apostolo, via Giacomo Matteotti (già Contrada di Porta Ripalta). Demolita nel XIX secolo;
- San Bernardo, via San Bernardo (già Piazol di San Bernardo). Demolita nel XIX secolo;
- Chiesa dei Disciplini di San Biagio, Via Borgo San Pietro (già Contrada Grande).
- Santa Caterina, via Monte di Pietà/Piazza Guglielmo Marconi (già Contrada di Santa Caterina). Demolita nel XIX secolo;
- San Giuseppe, via Frecavalli (già Contrada del Ritorto o Strada delle Prigioni). Demolita nel XIX secolo;
- Santa Maria Stella, Via Borgo San Pietro (già Contrada Grande). Demolita nel XIX secolo e sostituita dalla nuova chiesa di Santa Maria Stella in via Civerchi;
- Santa Marta, via Suor Maria Crocifissa di Rosa (già Canton di Santa Marta);

### XVII secolo

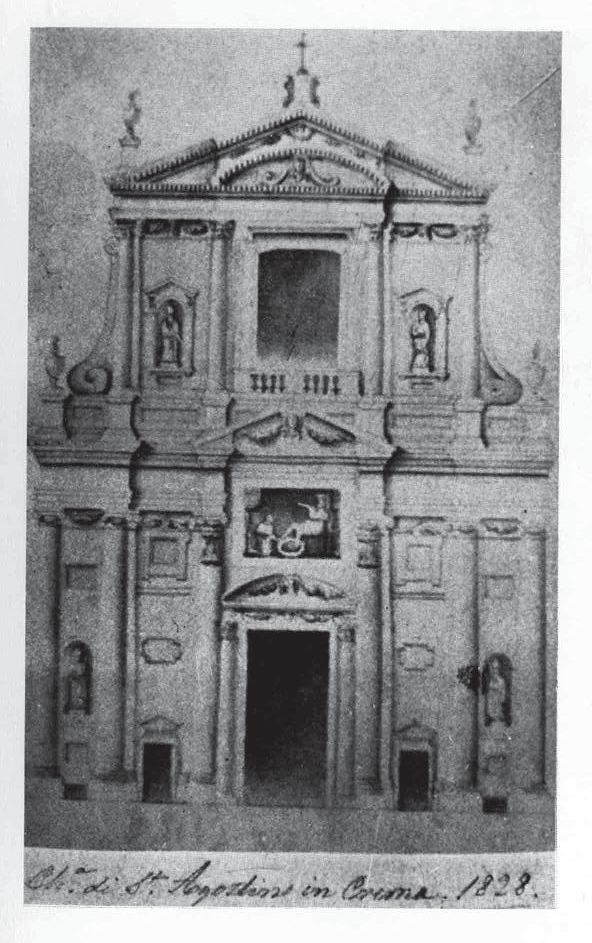
La chiesa di Sant'Agostino.

- Sant'Agostino, piazzetta Winifred Terni De' Gregorj (già Piazol di Sant'Agostino). Demolita nel XIX secolo;
- San Carlo alle Zitelle, Via Federico Pesadori (già Strada di San Giacomo). Demolita nel XIX secolo;
- Santa Maria Maddalena, Via Seminario. Demolita nel XIX secolo;
- Chiesa dei Disciplini di Santo Spirito, via Alemanio Fino (già Canton di Santa Marta). Demolita nel XIX secolo;